# Hans Gratzer
Hans Gratzer (16 de octubre de 1941 - 19 de enero de 2005) fue un actor y director teatral de nacionalidad austriaca.

## Biografía
Nacido en Wiener Neustadt, Austria, Hans Gratzer inició su educación como actor en el Seminario Max Reinhardt de Viena, el cual dejó pasados tres semestres. Posteriormente trabajó como actor y director en Múnich, Hamburgo y Viena.
En 1963 fundó en Viena su primer teatro, el Kammertheater in der Piaristengasse. En 1973 trabajó en el taller del Neues Theater am Kärntnertor, y en 1977 en el Schauspielhaus de Viena, que dirigió entre 1978 y 1986, y desde 1991 a 2001. Allí fue conocido por su trabajo con autores contemporáneos, siendo considerado el descubridor de Werner Schwab. Sin embargo, también trabajó con clásicos así como con musicales como The Rocky Horror Show o The Sound of Music. Entre 1999 y 2001 llevó el musical Evita, protagonizado por Helen Schneider, al Festival de Bad Hersfeld. 
En 1989 fue al Staatliche Schauspielbühnen de Berlín, donde trabajó un corto tiempo, dirigiendo La Guerra, obra de Carlo Goldoni que protagonizaron los actores Thomas Kretschmann y Christiane Leuchtmann. 
En la temporada 2003/04 dirigió el teatro vienés Theater in der Josefstadt, siendo polémico su trabajo desde un principio. Su prevista dirección del Festival de Bad Hersfeld en el año 2006 se vio como una oportunidad para rescindir su contrato al cabo de un año. Sin embargo, Gratzer enfermó de cáncer, y la dirección del Festival corrió a cargo de Elke Hesse, aunque el diseño de la temporada 2005/06 se llevó a cabo con la estrecha colaboración de Gratzer. 
Hans Gratzer Kurz falleció en St. Veit an der Gölsen, Austria, el 19 de enero de 2005 a causa de un cáncer. En noviembre de 2004 había recibido el Premio Teatral Nestroy por el conjunto de su carrera. 

## Filmografía
- 1965 : Die Gigerln von Wien (telefilm)
- 1967 : Alle unsere Spiele (telefilm)
- 1970 : Mit sich allein (telefilm)
- 1970 : Jedermann (telefilm)
- 1976 : Schatten der Engel
- 1979 : Der Diener zweier Herren (telefilm, como director)